# Jean Zacharie Mesclop
Jean Zacharie Mesclop, né le 2 octobre 1775 à Bergerac en Dordogne et mort le 14 janvier 1844 à Mouleydier, dans le même département, est un général français de la Révolution et de l’Empire.

## Biographie

### Du cavalier volontaire au capitaine
Il entre en service le 1er août 1792 comme cavalier dans les volontaires à cheval de la Dordogne. Le 15 mars 1793, il devient aide de camp de son oncle, le général Dupuch, puis passe lieutenant adjoint le 1er juillet 1793. Le 22 octobre 1794, il est nommé capitaine adjoint dans le corps du génie, avant d'être réformé en 1801. Le 7 juin 1803, il est affecté à l’état-major de l’armée au camp de Saint-Omer, puis comme chef d’état-major de la 4e division du général Suchet le 17 septembre suivant.

### Sous le Premier Empire et la Restauration
En 1805, il participe à la campagne d’Autriche. Le 26 août 1805, il est affecté à la 4e division d’infanterie du 4e corps d’armée. Le 10 octobre, il passe au 5e corps et est blessé le 2 décembre 1805 au cours de la bataille d’Austerlitz. En 1806 et 1807, il fait les campagnes de Prusse et de Pologne, ce qui lui vaut la croix de chevalier de la Légion d’honneur le 24 avril 1806. Il est ensuite promu au grade de chef d’escadron le 28 décembre suivant. En 1808, il rejoint l’armée d’Espagne comme chef de bataillon au 103e régiment d’infanterie de ligne. Refusant de servir dans l’infanterie, il repasse chef d’escadron dans le 5e corps le 31 octobre 1809. Le 1er février 1810, il devient aide de camp du général Laval puis adjudant commandant le 16 septembre 1810. Affecté le 15 octobre dans le 3e corps de l’armée d’Aragon, il est fait officier de la Légion d’honneur le 6 août 1811.
Il est promu général de brigade le 28 janvier 1813 et prend dès le 13 mai le commandement de la 1re brigade de la 2e division de l’armée d’Aragon. Il est créé baron de l’Empire par décret du 25 novembre 1813. Lors de la Première Restauration, il se voit décerner la croix de chevalier de Saint-Louis tout en étant mis en non-activité le 1er septembre 1814. Pendant les Cent-Jours, il occupe un poste dans le corps d’observation des Alpes le 6 avril 1815, avant de prendre le commandement de la 1re brigade de la 22e division d’infanterie du 7e corps de l’armée des Alpes sous les ordres du maréchal Suchet. Admis à la retraite en 1826, il meurt le 14 janvier 1844 dans son château des Merles à Mouleydier.

## Sources
- (en) « Generals Who Served in the French Army during the Period 1789 - 1814: Eberle to Exelmans »
- Thierry Pouliquen, « Les généraux français et étrangers ayant servis [sic] dans la Grande Armée » (consulté le 9 juin 2014)
- « Cote LH/1843/39 », base Léonore, ministère français de la Culture
- Jean Zacharie Mesclop  sur roglo.eu
- Bulletin de la société historique et archéologique du Périgord, tome 41, imprimerie Ribes, Périgueux, 1914, p. 106.
- (pl) « Napoléon.org.pl »
- Georges Six, Dictionnaire biographique des généraux & amiraux français de la Révolution et de l'Empire (1792-1814) Paris : Librairie G. Saffroy, 1934, 2 vol.